# Unione Sportiva Livorno 1931-1932
Questa voce raccoglie le informazioni riguardanti la Unione Sportiva Livorno nelle competizioni ufficiali della stagione 1931-1932.

## Stagione
Dopo la retrocessione dalla massima serie, nella Serie B 1931-1932 della vecchia guardia labronica rimangono alcune bandiere, come Paolo Silvestri che segnerà 13 reti, Bruno Giraldi e Mario Baldi, in attacco viene confermato Nicola Corsetti che farà ancora il suo dovere realizzando 12 reti.
Il fatto più significativo dell'estate è la fusione con il Dopolavoro Portuale, squadra cittadina che ha appena sfiorato la promozione in Serie B. Nasce la "Livorno Sportiva" che acquista per la cifra di 600 lire il parco giocatori dei portuali, fra i quali si metterà in evidenza Amleto Miniati che realizzerà 12 centri. Per rimettersi in carreggiata viene richiamato l'allenatore magiaro Vilmos Rady le cui cure risultano efficaci.
La squadra amaranto disputa infatti un buon campionato, finendo al settimo posto in classifica con 36 punti, alla pari con i cugini dello Spezia. Nella partita interna contro il Cagliari il 20 dicembre, un'invasione di campo costringe l'arbitro dell'incontro a sospendere la partita, sarà assegnato lo (0-2) al Cagliari e subirà una pesante squalifica il Campo di Villa Chayes.

## Rosa
| N. |                   | Ruolo | Calciatore       |
| -- | ----------------- | ----- | ---------------- |
|    | Italia (bandiera) | P     | Gino Baggiani    |
|    | Italia (bandiera) | P     | Paolo Lami       |
|    | Italia (bandiera) | D     | Giuseppe Biondi  |
|    | Italia (bandiera) | D     | Gino Corsini     |
|    | Italia (bandiera) | D     | Cesare Del Torto |
|    | Italia (bandiera) | D     | Ivo Pescini      |
|    | Italia (bandiera) | C     | Ferrero Alberti  |
|    | Italia (bandiera) | C     | Mario Baldi      |
|    | Italia (bandiera) | C     | Bruno Giraldi    |
|    | Italia (bandiera) | C     | Vasco Lenzi      |

| N. |                   | Ruolo | Calciatore       |
| -- | ----------------- | ----- | ---------------- |
|    | Italia (bandiera) | A     | Andrea Angiolini |
|    | Italia (bandiera) | A     | Lucio Brianzoni  |
|    | Italia (bandiera) | A     | Carlo Castellani |
|    | Italia (bandiera) | A     | Nicola Corsetti  |
|    | Italia (bandiera) | A     | Osvaldo Martini  |
|    | Italia (bandiera) | A     | Amleto Miniati   |
|    | Italia (bandiera) | A     | Gino Sassetti    |
|    | Italia (bandiera) | A     | Paolo Silvestri  |
|    | Italia (bandiera) | A     | Giulio Vignozzi  |

## Risultati

### Serie B

#### Girone di andata
| Arbitro: | Melandri (Genova) |

|                         |           |  |
| Silvestri 12’ Lenzi 47’ | Marcatori |  |

| Arbitro: | Turbiani (Ferrara) |

|                                                     |           |  |
| Sassetti 47’ Miniati 55’ Silvestri 56’ Corsetti 58’ | Marcatori |  |

| Arbitro: | Bertoli (Vicenza) |

|                         |           |                          |
| Innocenti 21’ Barni 70’ | Marcatori | 25’ Corsetti 35’ Miniati |

| Arbitro: | Lenti (Genova) |

|             |           |  |
| Miniati 56’ | Marcatori |  |

| Arbitro: | Gonani (Ravenna) |

|  |           |               |
|  | Marcatori | 40’ Silvestri |

| Arbitro: | Beretta (Novi Ligure) |

|                                                |           |               |
| Rigotti 4’ Simonetti II 23’ Corsini 57’ (aut.) | Marcatori | 85’ Silvestri |

| Arbitro: | Ciamberlini (Genova) |

|                                       |           |                      |
| Corsetti 14’ Sassetti 45’ Miniati 69’ | Marcatori | 41’ Sacchi 79’ Cetti |

| Arbitro: | Scotto (Savona) |

|                                |           |  |
| Miniati 43’, 53’ Angiolini 68’ | Marcatori |  |

| Arbitro: | Sassi (Roma) |

|  |           |                           |
|  | Marcatori | 10’ Vignozzi 11’ Corsetti |

| Arbitro: | Gonani (Ravenna) |

|                                                         |           |               |
| Vignozzi 25’ Corsetti 44’, 86’ Corsini 80’ Branzoni 85’ | Marcatori | 26’ Buscaglia |

| Arbitro: | Guarnieri (Milano) |

|                                                                |           |                     |
| Busini I 16’ Ricci 17’, 38’ Marini 34’ (rig.) Patuzzi 70’, 75’ | Marcatori | 76’ (rig.) Corsetti |

| Arbitro: | Zorzi (Belluno) |

|  |           |                    |
|  | Marcatori | 20’, 33’ Ostromann |

| Arbitro: | Lenti (Genova) |

|                                         |           |              |
| Rossi 51’, 56’ Perazzolo 65’ Frossi 70’ | Marcatori | 34’ Corsetti |

| Arbitro: | Mastellari (Bologna) |

|                |           |               |
| Baccilieri 44’ | Marcatori | 89’ Silvestri |

| Arbitro: | Mazzarini (Roma) |

|               |           |                   |
| Silvestri 60’ | Marcatori | 70’ (rig.) Radice |

| Arbitro: | Gonani (Ravenna) |

|                            |           |                                             |
| Castellani 3’ Corsetti 26’ | Marcatori | 31’ Cavicchioli 52’ Dalle Vedove 83’ Foglia |

| Arbitro: | Barlassina (Novara) |

|                        |           |                          |
| Gorini 27’ Carrera 79’ | Marcatori | 69’ Corsetti 84’ Martini |

#### Girone di ritorno
| Bergamo 31 gennaio 1932 18ª giornata | Atalanta        | 0 – 0 | Livorno | Stadio Mario Brumana\| Arbitro: \| Mattea (Torino) \| |
| Arbitro:                             | Mattea (Torino) |       |         |                                                       |

| Arbitro: | Caironi (Milano) |

|                            |           |  |
| Ravetta 62’ Spagnolini 65’ | Marcatori |  |

| Livorno 21 febbraio 1932 20ª giornata | Livorno        | 0 – 0 | Pistoiese | Campo di Villa Chayes\| Arbitro: \| Dattilo (Roma) \| |
| Arbitro:                              | Dattilo (Roma) |       |           |                                                       |

| Arbitro: | Scorzoni (Bologna) |

|                        |           |  |
| Cappelli 7’ Andrei 44’ | Marcatori |  |

| Arbitro: | Brunelli (Bologna) |

|                                                              |           |  |
| Pescini 3’ (rig.) 48’ (rig.) Miniati 70’, 79’ Castellani 75’ | Marcatori |  |

| Arbitro: | U. Gama (Milano) |

|                                                         |           |  |
| Corsetti 11’ Silvestri 17’, 88’ Miniati 19’ Martini 53’ | Marcatori |  |

| Arbitro: | Turbiani (Ferrara) |

|                                                      |           |  |
| Sacchi 37’ Romano 59’ Nasoni 62’ Bellotti 75’ (rig.) | Marcatori |  |

| Arbitro: | Rovida (Milano) |

|               |           |  |
| D'Odorico 53’ | Marcatori |  |

| Arbitro: | Brunelli (Bologna) |

|                                   |           |  |
| Miniati 1’, 31’, 80’ Corsetti 20’ | Marcatori |  |

| Arbitro: | Bonivento (Venezia) |

|               |           |  |
| Azzimonti 15’ | Marcatori |  |

| Arbitro: | Melandri (Genova) |

|  |           |              |
|  | Marcatori | 59’ Righetti |

| Arbitro: | Dattilo (Roma) |

|               |           |               |
| Ostromann 35’ | Marcatori | 75’ Silvestri |

| Arbitro: | Ciamberlini (Genova) |

|                              |           |  |
| Silvestri 24’ Castellani 69’ | Marcatori |  |

| Arbitro: | Moretti (Genova) |

|                              |           |              |
| Castellani 21’ Silvestri 35’ | Marcatori | 36’ Oldani I |

| Arbitro: | De Sanctis (Roma) |

|             |           |              |
| Ruffino 34’ | Marcatori | 29’ Vignozzi |

| Arbitro: | Brunelli (Bologna) |

|               |           |               |
| Corsanini 53’ | Marcatori | 55’ Silvestri |

| Arbitro: | Corradini (Bologna) |

|               |           |              |
| Silvestri 75’ | Marcatori | 5’ Borin III |

## Statistiche

### Statistiche di squadra
| Competizione | Punti | In casa | In casa | In casa | In casa | In casa | In casa | In trasferta | In trasferta | In trasferta | In trasferta | In trasferta | In trasferta | Totale | Totale | Totale | Totale | Totale | Totale | DR |
| Competizione | Punti | G       | V       | N       | P       | Gf      | Gs      | G            | V            | N            | P            | Gf           | Gs           | G      | V      | N      | P      | Gf     | Gs     | DR |
| ------------ | ----- | ------- | ------- | ------- | ------- | ------- | ------- | ------------ | ------------ | ------------ | ------------ | ------------ | ------------ | ------ | ------ | ------ | ------ | ------ | ------ | -- |
| Serie B      | 36    | 17      | 11      | 3       | 3       | 40      | 12      | 17           | 2            | 7            | 8            | 14           | 31           | 34     | 13     | 10     | 11     | 54     | 43     | +9 |
| Totale       | 36    | 17      | 11      | 3       | 3       | 40      | 12      | 17           | 2            | 7            | 8            | 14           | 31           | 34     | 13     | 10     | 11     | 54     | 43     | +9 |

### Statistiche dei giocatori
| Giocatore     | Serie B  | Serie B |
| Giocatore     | Presenze | Reti    |
| ------------- | -------- | ------- |
| F. Alberti    | 29       | 0       |
| A. Angiolini  | 5        | 1       |
| G. Baggiani   | 26       | -30     |
| M. Baldi      | 31       | 0       |
| G. Biondi     | 5        | 0       |
| L. Brianzoni  | 5        | 0       |
| C. Castellani | 26       | 4       |
| N. Corsetti   | 23       | 12      |
| G. Corsini    | 27       | 0       |
| C. Del Torto  | 14       | 0       |
| B. Giraldi    | 27       | 0       |
| P. Lami       | 8        | -13     |
| V. Lenzi      | 5        | 1       |
| O. Martini    | 21       | 3       |
| A. Miniati    | 32       | 11      |
| I. Pescini    | 30       | 2       |
| G. Sassetti   | 8        | 3       |
| P. Silvestri  | 34       | 13      |
| G. Vignozzi   | 18       | 3       |